# Parafia Świętej Rodziny w Samborowicach
Parafia św. Rodziny w Samborowicach – rzymskokatolicka parafia znajdująca się w Samborowicach. Parafia należy do dekanatu Pietrowice Wielkie i diecezji opolskiej.

## Historia
Miejscowość należała pierwotnie do parafii w Krzanowicach w dekanacie hulczyńskim archidiecezji ołomunieckiej, na terenie tzw. dystryktu kietrzańskiego. Usamodzielniła się w 1918. Od końca II wojny światowej w granicach Polski. W 1972 powstała diecezja opolska, co zakończyło okres formalnej przynależności do archidiecezji ołomunieckiej.